# 11. април
11. април (11.04) је 101. дан у години по грегоријанском календару (102. у преступној години). До краја године има још 264 дана.

## Догађаји
- 217 — Макрин постао римски цар.
- 491 — Анастасије I изабран за новог источноримског (византијског) цара.
- 1241 — Монголска војска Бату-кана је поразила угарску војску Беле IV у бици на реци Шајо.
- 1544 — Француске снаге су поразили удружену шпанско-немачку војску у бици код Черезоле.
- 1689 — Крунисан енглески краљевски пар Вилијам III Орански и Мери II. За време њихове владавине донето неколико важних одредаба и закона, као што су Закон о правима и Акт толеранције.
- 1713 — Утрехтским миром окончан Рат за шпанско наслеђе. Низом уговора које су 1713, 1714. и 1715. потписале Енглеска, Француска, Холандија, Савоја, Португалија и Пруска преуређена мапа Европе, а Шпанија принуђена да за владаре прихвати француске Бурбоне.
- 1814 — Постигнут споразум из Фонтенблоа према којем је Наполеон Бонапарта абдицирао и био прогнан на острво Елба. На престолу га заменио Луј XVIII.
- 1842 — Браћа Герман, београдски трговци, завршила градњу прве српске лађе „Кнез Михаило“. Мајстори из Цариграда почели градњу 1840. у Брзој Паланци на Дунаву. На броду било места и за 18 топова.
- 1894 — Уганда постала британски протекторат.
- 1899 — САД од Шпаније преузеле Филипине.
- 1919 — Основана Међународна организација рада са седиштем у Женеви.
- 1921 — Установљен је Емират Трансјордан, аутономни део Британског мандата над Палестином, са емиром Абудлахом I од Јордана.
- 1945 — Америчке трупе освојиле, у Другом светском рату, немачке градове Есен и Вајмар и ослободиле концентрациони логор Бухенвалд.
- 1948 — Почела изградња Новог Београда, новог београдског насеља на левој обали Саве.
- 1952 — Војним пучем власт у Боливији преузео Национални револуционарни покрет.
- 1961 — У Јерусалиму почело суђење бившем функционеру нацистичке Немачке Адолфу Ајхману за ратне злочине над Јеврејима у Другом светском рату.
- 1968 — Атентат на Рудија Дучкеа, студентског лидера у Немачкој.
- 1968 — Амерички председник Линдон Џонсон је потписао Закон о грађанским правима из 1968. којим је забрањена расна дискриминација у продаји, изнајмљивању станова.
- 1973 — Нацистички лидер Мартин Борман званично проглашен мртвим и скинут са листе тражених ратних злочинаца у Немачкој.
- 1979 — У главни град Уганде, Кампалу, ушле трупе Танзаније и снаге опозиције у егзилу, окончавши осмогодишњу владавину Идија Амина Даде. Иди Амин побегао у Либију.
- 1984 — Константин Черњенко изабран за председника Президијума Врховног совјета Совјетског Савеза.
- 1991 — Савет безбедности Уједињених нација објавио формалан крај Заливског рата уз обећање Ирака да ће платити ратну штету и уништити оружје за масовно уништавање.
- 1997 — У Београду, у ресторану „Мама миа“, убијен заменик министра унутрашњих послова Србије - генерал-пуковник Радован Стојичић - Баџа. Убиство никада није расветљено.
- 1999 —
  - У Београду убијен новинар Славко Ћурувија, власник листа "Дневни телеграф" и сувласник "Европљанина“. Убиство није разјашњено.
  - Погинуо Агим Рамадани, један од заповедника терористичке Ослободилачке војске Косова, током битке на Кошарама.
  - Индија успешно испробала ракету дугог домета типа „Агни“, способну да носи и нуклеарне пројектиле.
- 2001 — Шкотска компанија „ППЛ Терапиетикс Пиелси“, која је 1996. створила првог клонираног сисара, овцу Доли, саопштила да је произвела пет клонираних прасића.
- 2002 —
  - Бивши министар унутрашњих послова Србије Влајко Стојиљковић извршио самоубиство на улазу у зграду Скупштине СР Југославије.
  - У седишту УН званично основан сталан Међународни суд за ратне злочине пошто је више од 60 земаља ратификовало Римски уговор из 1998. којим је суд успостављен.
- 2003 — СФОР у Тузли ухапсио Насера Орића, ратног команданта Армије БиХ, и изручио га Трибуналу у Хагу, пред којим је оптужен за ратне злочине над српским цивилима у источној Босни од почетка рата до 1993.

## Рођења
- 1755 — Џејмс Паркинсон, енглески лекар, геолог, палеонтолог и политички активиста, познат по томе што је открио болест касније названу по њему. (прем. 1824)[1]
- 1869 — Густав Вигеланд, норвешки вајар. (прем. 1943)[2]
- 1916 — Алберто Хинастера, аргентински композитор. (прем. 1983)[3]
- 1926 — Вера Белогрлић, српска редитељка. (прем. 2015)
- 1941 — Љубо Шкиљевић, српски глумац. (прем. 1999)[4]
- 1942 — Бранко Рашовић, црногорски фудбалер. (прем. 2024)[5]
- 1944 — Џон Милијус, амерички сценариста, редитељ и продуцент.[6]
- 1953 — Бранимир Штулић, југословенски музичар.
- 1960 — Марко Елснер, словеначки фудбалер. (прем. 2020)[7]
- 1966 — Лиса Стенсфилд, енглеска музичарка и глумица.[8]
- 1973 — Васа Мијић, српски одбојкаш.[9]
- 1974 — Алекс Коређа, шпански тенисер.[10]
- 1974 — Триша Хелфер, канадска глумица и модел.[11]
- 1975 — Маја Николић, српска певачица.[12]
- 1977 — Римантас Каукенас, литвански кошаркаш.[13]
- 1981 — Алесандра Амброзио, бразилски модел и глумица.[14]
- 1983 — Бред Олесон, америчко-шпански кошаркаш.[15]
- 1984 — Никола Карабатић, француски рукометаш.[16]
- 1985 — Слободан Вељковић Цоби, српски музичар и музички продуцент.[17]
- 1986 — Предраг Самарџиски, македонски кошаркаш.[18]
- 1987 — Џос Стоун, енглеска музичарка.[19]
- 1988 — Маја Миљковић, српска кошаркашица.[20]
- 1991 — Тијаго Алкантара, шпански фудбалер.[21]
- 1991 — Славен Дошло, српски глумац.[22]
- 1992 — Александар Пантић, српски фудбалер.[23]
- 1993 — Амедео Дела Вале, италијански кошаркаш.[24]
- 1994 — Дакота Блу Ричардс, енглеска глумица.[25]
- 1996 — Деле Али, енглески фудбалер.[26]
- 1999 — Зои, српска певачица.

## Смрти
- 491 — Зенон, источноримски (византијски) цар. (рођ. 425)
- 1034 — Роман III Аргир, византијски цар. (рођ. 968)[27]
- 1227 — Џингис Кан, монголски војсковођа и оснивач монголске државе. (рођ. 1162)
- 1514 — Донато Браманте, италијански архитекта.  (рођ. 1444)[28]
- 1953 — Борис Кидрич, југословенски и словеначки политичар. (рођ. 1912)
- 1977 — Жак Превер, француски писац називан песником љубави, пријатељства и среће. (рођ. 1900)[29]
- 1982 — Чарлс Рид, енглески писац.

Александар М. Леко, српски хемичар (рођ. 1890)
- 1985 — Енвер Хоџа, председник Албаније (рођ. 1908)[31]
- 1999 — Листер, пас мајор Војске Југославије. (* 1991)
- 2005 — Морис Хилеман, амерички микробиолог[32]
- 2007 — Курт Вонегат, амерички писац (рођ. 1922)[33]
- 2012 — Бранка Митић, српска глумица (рођ. 1926)[34]
- 2021 — Зоран Симјановић, српски композитор музике за филм, позориште и телевизију[35]